# Ramsès III
Ramsès III fou rei de la dinastia XX de l'antic Egipte. El seu regnat se situa vers el 1182-1151 aC. El seu nom d'Horus fou Kanakht Aaanesyt (brau potent i majestuós), el seu Nebtu fou Uerhebusedmitatenen, el seu nom Hor Nub fou Userenputmiten, el seu Nesut Bity fou Usermaatre Meryamon (poderosa és la justicia de Ra, estimat d'Amon), i el seu nom Sa Ra o de naixement fou Rameses Heaqiunu (fill de Ra, senyor d'Iunu és a dir d'Heliòpolis).

## Vida
Era fill de Setnakht amb el que probablement va estar associat breument poc abans de la mort del pare, ja que hi ha una capella dedicada a ambdós. La seva mare fou Tiymerenese. Va tenir diverses dones entre les quals Iset o Isis Ta-Hemdjert (filla d'una dona probablement asiatica de nom Habadjilat), Titi i Tiy, i fou el pare dels següents tres faraons (Ramsès IV, Ramsès VI, i Ramsès VIII) a més de tenir altres fills, almenys deu en total (alguns dels quals van morir abans que ell mateix). Entre els fills dels que es coneix la tomba estan Amenhirkhopshef, el fill gran (QV55), Khaemwaset (QV44), Parahirenemef (QV42) i Sethirkhopshef (QV43). Altres tombes que podrien correspondre a prínceps o princeses parents de Ramsès III no tenen un propietari identificat.
El seu regnat va durar més de 31 anys (segons el papir Harris I, 31 anys i 41 dies). La seva dona Isis fou enterrada a la Vall de les Reines a la tomba QV51 però el seu nom no apareix als cartutxos tot i ser probablement la mare de Ramsès VI.
El papir Harris indica que Ramsès III va fer importants donacions de terres als principals temples de Tebes, Memfis i Heliòpolis. Al final del seu regnat un terç de la terra cultivable del país pertanyia al temple d'Amon de Tebes. Va construir també nous temples, dos a Karnak un d'ells dedicat a Khonsu el déu lluna, i altres a Pi-Ramsès (Qantir), Athribis (Tell Atrib), Heliòpolis, Memfis, Hermòpolis, Syut o Licòpolis (moderna Asyut), Abidos i Edfú.
Va tenir dos visirs, un que governava el Baix Egipte i un l'Alt Egipte. Es sospita que el visir del Baix Egipte es va revoltar i finalment Ramsès va eliminar la dualitat del càrrec i va nomenar un únic visir, càrrec que va recaure en To o Ta.
El regnat, tot i la seva llarga durada, és poc conegut. Al cinquè any (vers 1177 aC) el país fou atacat a la zona de Xois pels libis, que estaven ajudats per dos nous pobles o tribus, el mshwesh i els seped. Ramsès els va poder rebutjar fàcilment i va fer entre ells nombrosos esclaus.
Vers l'any vuitè (vers 1174 aC) hi va haver un altre assalt dels Pobles de la mar que havien conquerit Xipre amb la seva capital Enkomi, Hattusa, Tars, (ocupant Cilícia i Síria del nord o Naharina), Alalakh i Ugarit. Els pobles que s'acostaren a Egipte sembla que foren els peleset (filisteus), tjeker, shekelesh (probablement els sículs), weshesh i els denyen o dardanis. Ramsès III s'hi va enfrontar i es va lliurar una gran batalla que està representada al seu temple mortuori a Madinet Habu. Els pobles de la mar, procedents de Síria, no eren solament grups d'atacants sinó que viatjaven amb les dones i fills i pertinences, a peu i amb vaixell. L'exèrcit egipci va derrotar fàcilment als pobles de la mar que venien per terra i en va fer una gran mortaldat a Djahy probablement a la zona de Gaza. La flota fou conduïda per un dels braços del Nil i atreta a un lloc on esperaven els arquers egipcis i fou igualment derrotada.
Tres anys després (vers 1171 aC) els libis, meshwesh i altres cinc pobles o tribus van atacar la zona a l'oest de la branca canòpica del Nil (on molts libis s'havien anat establint pacíficament al llarg dels anys). Ramsès els va atacar i va matar dos mil enemics i es van capturar ramats i altres béns dels invasors. El cap dels libis és anomenat Meshesher fill de Keper.
Si hi va haver altres campanyes no se sap, ja que les escenes que mostren les imatges del seu temple mortuori semblen copiades d'altres de Ramsès II i, per tant, dubtosament les va poder fer Ramsès III.
Quant a l'activitat comercial va mantenir contactes amb el país de Punt i es va fer una expedició a la regió d'Atika a les mines de coure de Timna, a Palestina.
Al final del regnat hi va haver problemes econòmics especialment quan no es va poder pagar als treballadors de Deir al-Medina i es va declarar una vaga (la primera vaga de la que hi ha constància a tota la història) cap al final del regnat (al 29è any). En aquest ambient es va produir l'intent d'assassinat del faraó el resultat del qual no és clar; per alguns el rei va morir assassinat o poc després a causa de les ferides o del verí; per altres el cop va fracassar. El rei va morir abans d'acabar el judici contra els culpables, entre ells principalment la reina Tiy. La mòmia del rei no presentava signes de violència abans de la investigació de 2012 i es suposava que podria haver estar enverinat.
El rei es va fer construir un temple mortuori a Madinet Habu, que es va acabar vers el 1170 aC. Va morir vers el 1151 aC i fou enterrat a la vall dels reis a la gran tomba assenyalada com KV11, que fou descoberta per James Bruce el 1769. El va succeir el seu fill Ramsès IV.

## Mort de Ramsès III
L'any 2012 un equip d'investigadors dirigits per l'Institut de Mòmies i l'Home de Gel, de l'Academia Europea de Bolzano, a Itàlia, va dur a terme una nova anàlisi antropològica i forense sobre les mòmies de Ramsès III i de l'home desconegut que hi havia a la seva tomba. Les investigacions van determinar que va morir degollat per membres del seu harem, en un complot liderat per la seva dona Tiy i el seu fill Pentauer, Conspiració de l'Harem.
Des de feia diversos anys, una mòmia trobada a la tomba junt amb Ramsès III, tenia completament desconcertats als egiptòlegs i que va ser batejada com 'la mòmia que crida' per la seva esgarrifosa forma, el tòrax elevat, la boca oberta i altres detalls diferents de les mòmies conservades al seu entorn, i ara es va poder saber la raó del seu estat. Així doncs, el cos analitzat de "l'home cridant", les anàlisis d'ADN van revelar que compartia el llinatge parental amb la mòmia de Ramsès III, i tot va apuntar que pertanyia al príncep Pentauer. La momificació del seu cos denota a relacionar-lo amb l'assassinat, ja que va ser cobert amb una pell de cabra, segons un ritual considerat impur, ha estat interpretat com un càstig pels actes que va cometre.
Segons els documents trobats, el cop d'estat va implicar pràcticament tot el personal de palau. Són de tres papirs judicials que daten de l'any 1155 aC i que parlen d'una gran conspiració per assassinar el rei, on els principals involucrats eren Tiye i el seu fill Pentauer. La mare volia col·locar-lo al tron en lloc del legítim hereu Amonhirkhopshef, futur Ramsès IV. El complot va consistir en un aixecament popular en el qual van participar altres esposes i molts funcionaris.
Segons la revista Sàpiens: "Els resultats d'aquesta nova investigació, que han estat publicats al ‘British Medical Journal', obligaran a reescriure de nou la història del segon faraó de la dinastia XX, que va regnar Egipte entre el 1186 i el 1155 aC."